# Chapaleufú (departamento)
Chapaleufú é um departamento da Argentina, localizada na província de La Pampa.